# Trachyspermum pomelianum
Trachyspermum pomelianum är en flockblommig växtart som beskrevs av René Charles Maire. Trachyspermum pomelianum ingår i släktet ajowaner, och familjen flockblommiga växter. Inga underarter finns listade i Catalogue of Life.